# Яковенко Володимир Мефодійович
Володимир Мефодійович Яковенко (7 листопада 1934, с. Раздорне, Красногвардійський район, Бєлгородська область, РРСФР — 26 травня 2022, Харків, Україна) — радянський і вчений в галузі теоретичної радіофізики. Доктор фізико-математичних наук (1974), професор (1984). Заслужений діяч науки і техніки України (1990). Академік Національної академії наук України (2000).

## Біографія
Яковенко Володимир Мефодійович народився 7 листопада 1934 року у селі Раздорне, Красногвардійського району, Бєлгородської області (РРСФР). Середню освіту одержав в Есхарівській середній школі Чугуївського району Харківської області. У 1957 році закінчив Харківський державний університет. З 1958 року працював в Інституті радіофізики та електроніки ім. О. Я. Усикова НАН України, з 1993 року — директор Інституту.
З 7 квітня 2000 року — дійсний член (академік) Національної академії наук України за спеціальністю «Теоретична радіофізика». Входив до складу Комітету з Державних премій України в галузі науки і техніки.

## Наукова діяльність
Основна галузь діяльності  — теоретична радіофізика, в рамках якої В. М. Яковенко сформував новий напрям — плазменні явища в провідних твердих тілах.
Створив класичну і квантову теорію взаємодії потоків заряджених частинок у неоднорідній плазмі напівпровідників, шарувато-періодичних структурах і квантових надґратках.
В. М. Яковенко є автором 3 монографій та 260 наукових праць. Підготував 6 докторів та 12 кандидатів наук. Очолював Наукову раду НАН України з проблеми «Радіофізика і НВЧ електроніка», був головним редактором збірки наукових праць «Радиофизика и электроника», членом редколегій низки наукових журналів («Наука та інновації», «Радиофизика и радиоастрономия» тощо).

## Нагороди
- Премія НАН України імені К. Д. Синельникова (1987)
- Почесний науковий співробітник Міжнародного інституту IEEE
- Орден князя Ярослава Мудрого V ступеня (2004)
- Почесний знак «Відмінник освіти»
- Премія НАН України імені В. Є. Лашкарьова (2008)
- Премія НАН України імені М. М. Боголюбова (2014)
- Заслужений професор Харківського університету[4]